# Koniunkcyjny operator binarny
Koniunkcyjny operator binarny – konstrukcja, która ułatwia rozumowania dotyczące składni wyrażeń logicznych. Jest to dowolne wyrażenie {\displaystyle p\circ q,} które jest spełnione dokładnie wtedy, gdy zarówno {\displaystyle p,} jak i {\displaystyle q} są w pewnym ustalonym stanie. Zależnie od operatora może to oznaczać albo pozytywne, albo negatywne wystąpienie.
Kilka przykładów koniunkcyjnych operatorów wraz ze spełniającymi całe wyrażenie wartościowaniami podwyrażeń znajduje się poniżej. Wyrażenie, którego głównym operatorem jest koniunkcyjny operator binarny (pojedynczą negację uważa się za część wyrażenia), oznacza się jako {\displaystyle \alpha ,} zaś jego podwyrażenia jako {\displaystyle \alpha _{1}} i {\displaystyle \alpha _{2}.}
| {\displaystyle \alpha }           | {\displaystyle \alpha _{1}} | {\displaystyle \alpha _{2}} |
| --------------------------------- | --------------------------- | --------------------------- |
| {\displaystyle p\land q}          | {\displaystyle p}           | {\displaystyle q}           |
| {\displaystyle \neg (p\lor q)}    | {\displaystyle \neg p}      | {\displaystyle \neg q}      |
| {\displaystyle \neg (p\supset q)} | {\displaystyle p}           | {\displaystyle \neg q}      |
| {\displaystyle \neg (p\subset q)} | {\displaystyle \neg p}      | {\displaystyle q}           |